# Carex pseudohumilis
Carex pseudohumilis là một loài thực vật có hoa trong họ Cói. Loài này được F.T.Wang & Y.L.Chang ex P.C.Li mô tả khoa học đầu tiên năm 1999.